# Sovolusky

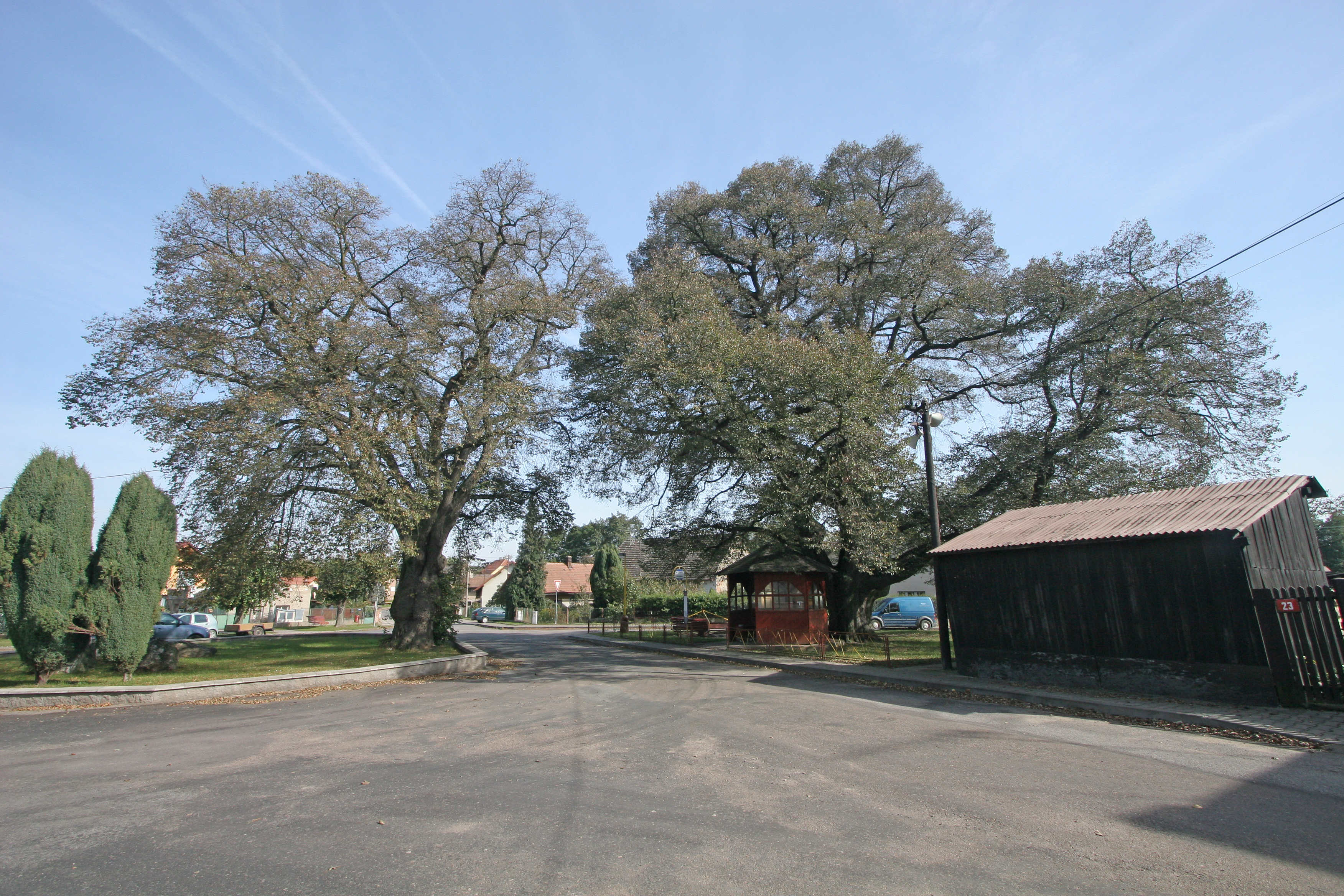
Linden auf dem Dorfplatz

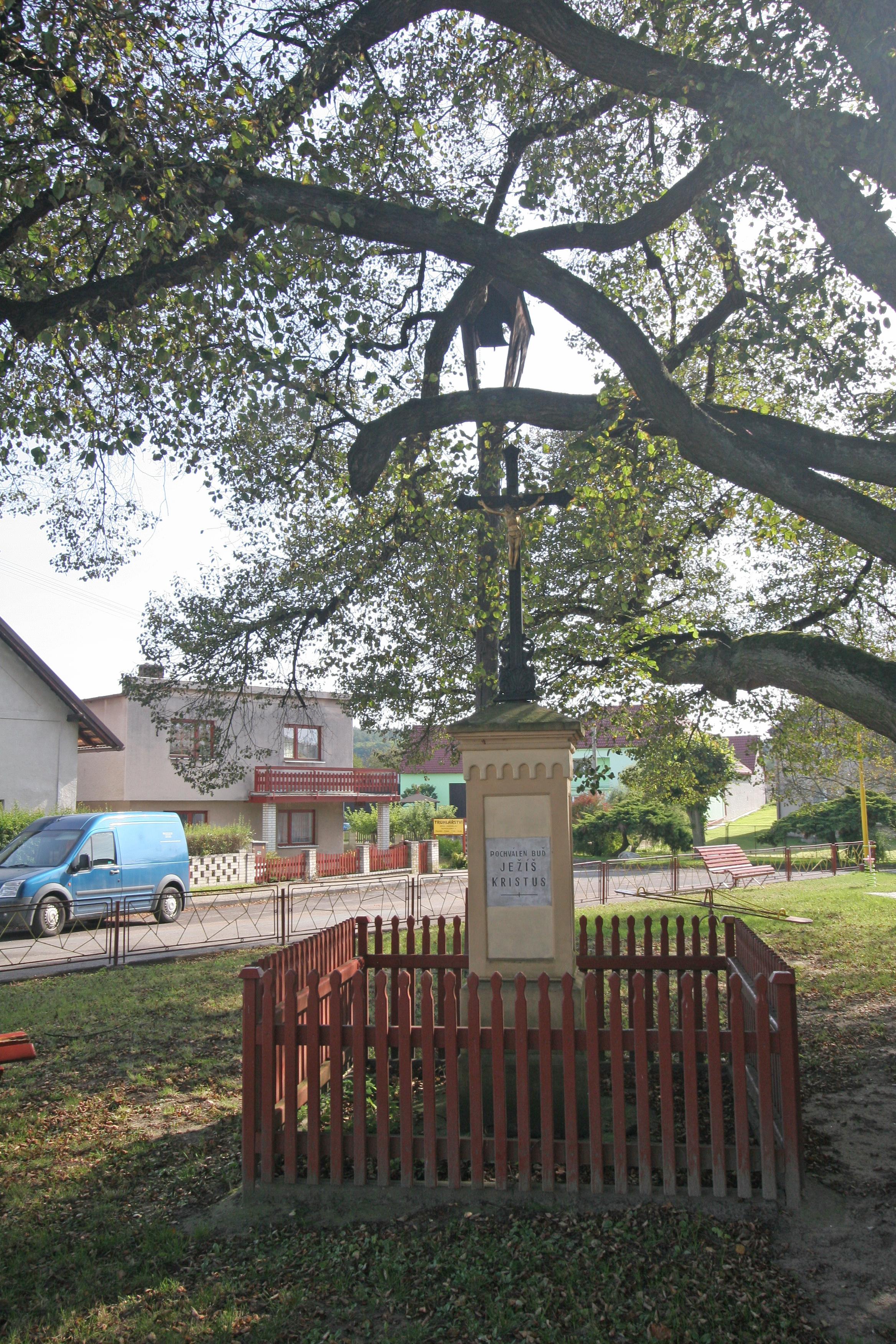
Wegkreuz

Sovolusky (deutsch Sobolusk) ist eine Gemeinde im Okres Pardubice in Tschechien. Sie liegt acht Kilometer südlich von Přelouč.

## Geographie
Sovolusky befindet sich in der zum Eisengebirge (Železné hory) gehörigen Chvaletická hornatina (Chwaletitzer Hügelland) am Bach Brložský potok.
Nachbarorte sind Sušírna, Seník und Sovoluská Lhota im Norden, Lipoltice und Urbanice im Nordosten, Svojšice und Rašovy im Osten, Holotín, Bukovina u Přelouče und Turkovice im Südosten, Bumbalka und Podhořany u Ronova im Süden, Starkoč, Husinec, Hradiště und Semtěš im Südwesten, Vápenka, Koukalka und Brambory im Westen sowie Litošice und Krasnice im Nordwesten.

## Geschichte
Die erste schriftliche Erwähnung von Sovolusky erfolgte im Jahre 1360. Im Jahre 1544 erwarb Václav Žehušický von Nestajov das Dorf und schlug es seiner Herrschaft Žehušice zu. Kaiser Ferdinand I. entzog Václav Žehušický wegen dessen Teilnahme am Ständeaufstand von 1546 das Lehen und verkaufte die Herrschaft an Karl von Zierotin. Im Jahre 1558 veräußerte Karl von Zierotin die Herrschaft Žehušice an Zdeněk Meziříčský von Lounice. 1661 erwarb Michael Oswald von Thun und Hohenstein die Herrschaft Žehušice von den Erben des Burian Ladislaw von Waldstein. 1671 bestimmte er die Herrschaft Žehušice zum Majorat und vererbte sie seinem Bruder Maximilian.
Im Jahre 1840 bestand Sobolusk bzw. Sobolusky aus 35 Häusern, in denen 244 Personen lebten. Pfarrort war Turkowitz.
Nach der Aufhebung der Patrimonialherrschaften bildete Sobolusky ab 1849 mit dem Ortsteil Žehušická Lhota eine Gemeinde im Gerichtsbezirk Časlau. Ab 1868 gehörte die Gemeinde zum Bezirk Časlau.
Auf Anordnung der Linguistischen Kommission in Prag wurden 1920 die Ortsnamen der Gemeinde in Sovolusky und des Ortsteils in Sovoluská Lhota abgeändert. Im Jahre 1923 bestand Sovolusky aus 38 Häusern und hatte 196 Einwohner. Die das Dorf umgebenden ausgedehnten Wälder gehörten der Familie von Thun und Hohenstein und wurden vom Forstrevier Litošice bewirtschaftet. 1926 erfolgten Erkundungsarbeiten nach Erzlagerstätten, dabei wurde ein kleines Magnetitvorkommen entdeckt. Durch einen Orkan wurden 1929 die Wälder um Sovolusky größtenteils vernichtet.
1949 wurde Sovolusky dem Okres Přelouč zugeordnet. Dieser wurde im Zuge der Gebietsreform von 1960 aufgehoben, seitdem gehört die Gemeinde zum Okres Pardubice. 1961 wurde Sovoluská Lhota nach Lipoltice umgemeindet. Zwischen 1986 und 1990 war Sovolusky nach Turkovice eingemeindet.

## Gemeindegliederung
Für die Gemeinde Sovolusky sind keine Ortsteile ausgewiesen. Zu Sovolusky gehört die Einschicht Sušírna (Dörrhaus).

## Sehenswürdigkeiten
- Linden auf dem Dorfplatz
- Wegkreuz
- Burgstall Semtěš (Hradek), auch Vlčí hrádek genannt; nordöstlich von Semtěš in der Gemarkung Sovolusky auf einem Sporn über dem Quellgrund des Semtěšský potok. Die Burg wird als Vorgänger der Feste Semtěš angesehen.
- Naturdenkmal Skalka u Sovolusk, ehemaliger Steinbruch mit Vorkommen wärmeliebender Pflanzenarten, nordöstlich von Sovolusky